# ヒューストン・ガルベストン電鉄

## 歴史
ガルベストンはヒューストンの南東にある都市で、メキシコ湾に面し、穀物や小麦の積み出しで賑わい、南部の金融の中心地として栄えていた。ヒューストンの外港としての役割も持っていたが、両都市間は80kmほどしか離れていないのにもかかわらず、既存の旅客列車の運行本数は少なく、インターアーバンを建設するには絶好の条件にあった。
路線は1911年に建設された。路線は直線主体で建設され、両都市を高速で結ぶために、ギヤ比を改造した木造大型電車が使用された。電車は両都市を75分で結び、表定速度は64km/hに達した。1925年、雑誌『エレクトリック・トラクション』はインターアーバンの高速列車の表彰をはじめたが、最初の受賞者はこの会社であった。
高速運行は安定した経営を実現した。世界恐慌により、1935年の輸送量は1928年の3分の1になったが、それでも運営費の赤字を出すことはなかった。しかし、長期の運営費の赤字を見込んだ経営者は1936年に路線のバス化を行った。この会社は赤字を出す前に廃止となった数少ない電鉄会社の事例と言われている。
軌道跡は送電線用地や、インターステート45号線の道路用地として利用されている。